# Havis Amanda
Havis Amanda (1905, Höhe einschließlich Brunnenbecken 5 Meter) ist eine Bronzestatue von Ville Vallgren, die im Mittelpunkt eines Brunnens am Rand des Kauppatori-Platzes im Zentrum von Helsinki steht.

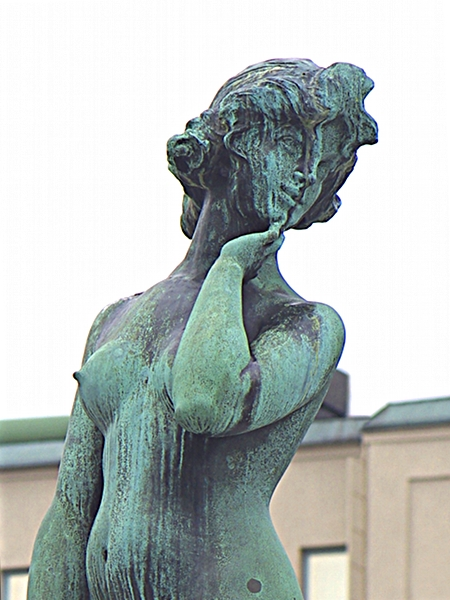
Havis Amanda, Detail

Die bronzene Statue stellt eine Meerjungfrau dar, die sich entschieden hat, ihre Heimat im Meer zu verlassen und an Land zu gehen. In Vallgrens Phantasie ist Havis Amanda die Verkörperung Helsinkis, der Tochter der Ostsee. Sie ist somit die Seele der Stadt am Ufer. Er hat sie in dem Moment abgebildet, als sie ihre ersten Schritte an Land macht. Sie wirft über ihre Schulter noch einen letzten Blick zurück auf das Meer.
Die Aufstellung der Statue 1908 erregte wegen der ausgeprägten Kurven und ihrer Nacktheit einiges Aufsehen; es wurde gefordert, sie an einen weniger prominenten Platz zu verlagern. Ärzte stellten fest, dass die Anatomie der Figur so nicht stimmen kann, und die um sie herum platzierten Seelöwen wurden wegen ihrer Exotik ebenfalls zum Stein des Anstoßes.
Havis Amanda, umgangssprachlich auch Manta genannt, steht im Mittelpunkt der Feierlichkeiten an Vappu, dem finnischen Maifeiertag. Sie wird von den Studenten zunächst gewaschen und bekommt dann, begleitet vom Jubel tausender Zuschauer, eine Studentenmütze aufgesetzt. Es gehört zu den studentischen Bräuchen Helsinkis, die Amanda zu küssen – trotz des Wassers.